# Signor Bonaventura
Signor Bonaventura es un personaje de historieta creado por el italiano Sergio Tofano en 1917 y que apareció en las páginas del semanario Corriere dei Piccoli ―suplemento semanal del periódico Corriere della Sera― a lo largo de varios decenios.

## Historia
Apareció por primera vez el 28 de octubre de 1917 en el número 43 de la revista Corriere dei Piccoli. Bonaventura tuvo un éxito inmediato, apareciendo de manera semanal sin interrupción hasta 1943. Tras la guerra se retomó su publicación, que continuó ―esta vez de manera más discontinua― hasta los años sesenta, en que desapareció.
En los años ochenta el personaje fue retomado por el dibujante Carlo Peroni.
En 1927 el personaje se trasladó a los escenarios, siendo interpretado por el propio Tofano y participando en seis comedias musicales escritas por Tofano:
1927: Qui comincia la sventura del Signor Bonaventura
1928: Una losca congiura
1929: La regina in berlina
1938: L'isola dei pappagalli
1948: Bonaventura veterinario per forza
1953: Bonaventura precettore a corte.

## Características
Se trataba de un dibujo a toda página, dividido en ocho viñetas, cada una con un texto versificado de dos estrofas, de dos versos octosílabos cada una. La narración comenzaba habitualmente con el verso:

Qui comincia l'avventura
del signor Bonaventura.

Chaqueta y sombrero rojo, grandes pantalones de color blanco, y acompañado de un perrito, sus historias seguían un esquema idéntico en el que el protagonista comenzaba la aventura de manera paupérrima, y gracias a diversos avatares la terminaba obteniendo un «millón», representado por un cheque manuscrito con esa cantidad. En la época en que se inició la serie, un millón de liras era una cantidad enorme. Con el tiempo hubo que hacer ascender la cifra al millardo (1000 millones) de liras.
Otro personaje habitual era «il bellissimo Cecè», cuya vanidad le ponía en situaciones apuradas, de las que siempre salía gracias a la intervención afortunada del señor Bonaventura